# Nick Swardson
Roger Nicholas „Nick“ Swardson (* 9. Oktober 1976 in Minneapolis, Minnesota) ist ein US-amerikanischer Schauspieler, Drehbuchautor und Komiker.

## Leben
Nick Swardson wurde als Sohn von Pamela und Roger Swardson geboren. In seiner Karriere arbeitete er eng mit dem Schauspieler, Komiker und Filmproduzenten Adam Sandler und seiner Firma Happy Madison Productions zusammen. Während dieser Zusammenarbeit trat Swardson als Stand-up-Komiker in ganz Los Angeles auf. Auftritte im Fernsehen schlossen sich an, so auch beim Fernsehsender Comedy Central.
2006 arbeitete Swardson an einem TV-Pilotfilm über einen „homosexuellen Roboter“. Bei der Produktionsfirma Hollywood Bitchslap begann er einen Rechtsstreit mit den Filmkritikern Chris Parry und David Cornelius. Dieser entstand nur, weil Swardson sich über die lapidaren Bewertungen der Kritiker beschwerte. Der Rechtsstreit wurde dann jedoch eingestellt.

## Diskografie

### Alben
- 2007: Party
- 2009: Seriously, Who Farted?

### Videoalben
- 2007: Party (US: Platin)[2]

## Filmografie
- 1999: LateLine (Fernsehserie, Folge 2x06 Karp’s Night Out)
- 2000: Almost Famous – Fast berühmt (Almost Famous)
- 2001: The Det. Kent Stryker One-Man Film (Kurzfilm)
- 2001: Spring Break Lawyer (Fernsehfilm)
- 2001: The Girls Guitar Club (Kurzfilm)
- 2001: Pretty When You Cry
- 2002: The Greg Giraldo Show (Fernsehfilm)
- 2002: Watching Ellie (Fernsehserie, Folge 1x05 Cheetos)
- 2003: Malibu’s Most Wanted
- 2003–2009: Reno 911! (Fernsehserie, 27 Folgen)
- 2004: Cheap Seats: Without Ron Parker (Fernsehserie, Folge 1x09 1978 Superstars)
- 2006: Gay Robot (Fernsehfilm)
- 2006: Art School Confidential
- 2006: Grandma’s Boy
- 2006: Klick (Click)
- 2006: Die Bankdrücker (The Benchwarmers)
- 2007: That’s My Daughter (Fernsehserie, Folge 1x03 Guide to Dating)
- 2007: Die Eisprinzen (Blades of Glory)
- 2007: Reno 911!: Miami
- 2007: Human Giant (Fernsehserie, Folge 1x03 Lil 9–11)
- 2007: Chuck und Larry – Wie Feuer und Flamme (I Now Pronounce You Chuck & Larry)
- 2007: Cavemen (Fernsehserie, Folge 1x01 Her Embarrassed of Caveman)
- 2008: Immer wieder Jim (According to Jim, Fernsehserie, Folge 7x14 The Chaperone)
- 2008: Bolt – Ein Hund für alle Fälle (Bolt, Stimme von Blake)
- 2008: House Bunny (The House Bunny)
- 2008: Leg dich nicht mit Zohan an (You Don’t Mess with the Zohan)
- 2008: Bedtime Stories
- 2010–2011: Pretend Time (Fernsehserie, 15 Folgen)
- 2011: Meine erfundene Frau (Just Go with It)
- 2011: 30 Minuten oder weniger (30 Minutes or Less)
- 2011: Bucky Larson: Born to be a Star
- 2011: Aim High (Fernsehserie, Folge 1x01)
- 2011: Jack und Jill (Jack and Jill)
- 2012: The Annoying Orange (Fernsehserie, Stimme, zwei Folgen)
- 2012: Der Chaos-Dad (That’s My Boy)
- 2013: Ghost Movie (A Haunted House)
- 2013: Kindsköpfe 2 (Grown Ups 2)
- 2015: Pixels
- 2016: The Do-Over
- 2020: The Wrong Missy
- 2023: Leo (Stimme von Bunny)
- 2025: Happy Gilmore 2

## Auszeichnungen
- 2012: Goldene Himbeere: Nominierung als schlechtester Schauspieler in Bucky Larson: Born to be a Star
- 2012: Goldene Himbeere: Nominierung als schlechtester Nebendarsteller in Jack and Jill und Meine erfundene Frau
- 2012: Goldene Himbeere: Nominierung für das schlechteste Drehbuch in Bucky Larson: Born to be a Star
- 2013: Goldene Himbeere: Nominierung als schlechtester Nebendarsteller in Der Chaos-Dad
- 2014: Goldene Himbeere: Nominierung als schlechtester Nebendarsteller in Kindsköpfe 2 und Ghost Movie